# Asplenium dresdense
Asplenium dresdense là một loài dương xỉ trong họ Aspleniaceae. Loài này được Krieger mô tả khoa học đầu tiên năm 1907.
Danh pháp khoa học của loài này chưa được làm sáng tỏ. 